# Jules-Robert de Cotte
Jules-Robert de Cotte est un architecte français du XVIIIe siècle, né en 1683 à Paris et mort le 8 septembre 1767 à Paris.
Il est le fils de Robert de Cotte (1656-1735), Premier architecte du roi.

## Biographie
Il est seigneur de Château-Gontier.

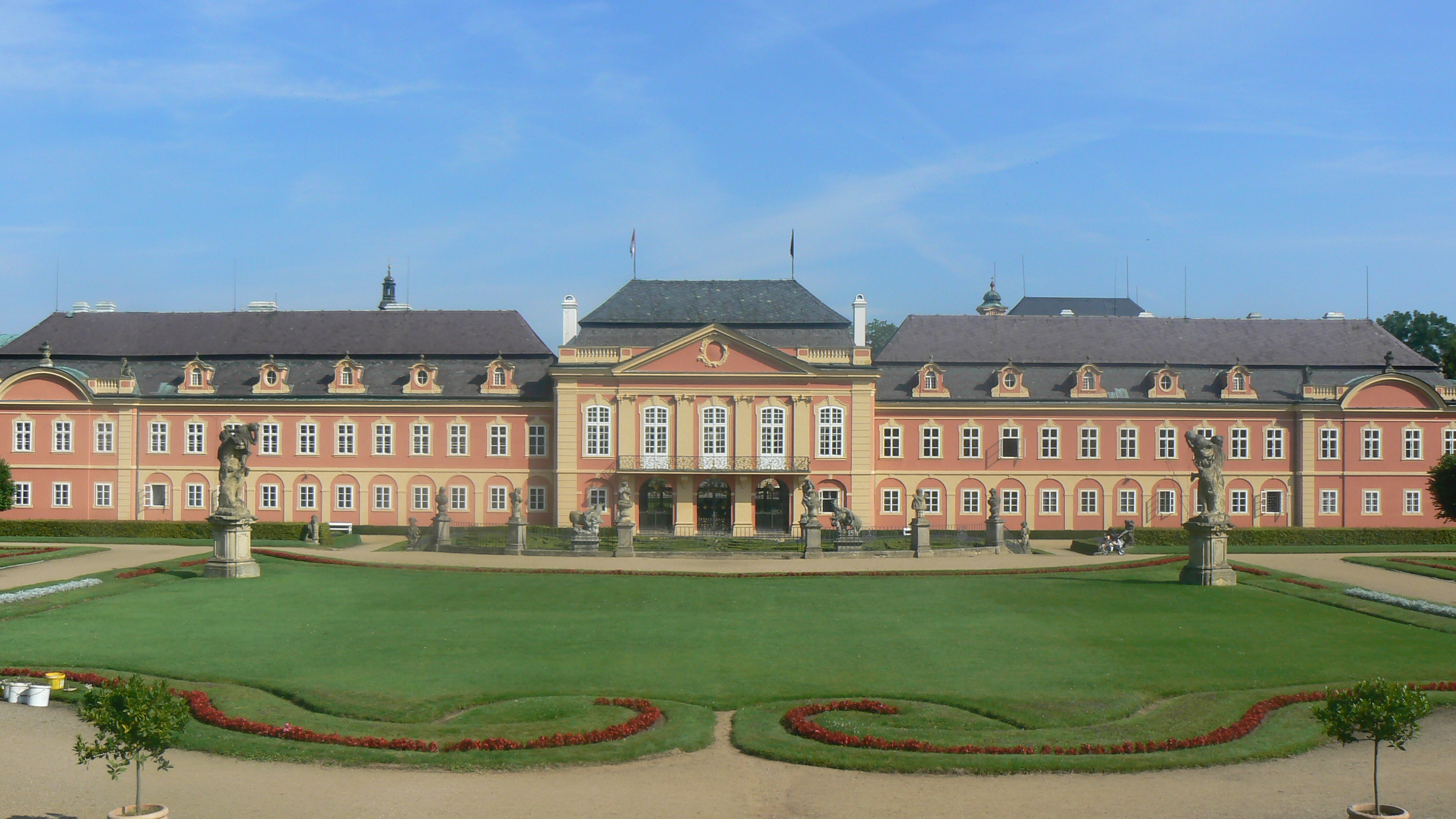
Façade du château de Dobříš
République tchèque

Il a été architecte du roi, conseiller amateur à l’Académie royale en 1710. Il est nommé architecte de 2e classe de l'académie en 1714 et architecte de 1re classe en 1718, enregistré en 1725.
Il est intendant des bâtiments, jardins, arts et manufactures, directeur de la Monnaie de Paris en 1727, succédant à son beau-père, Nicolas Delaunay.
Il succède à son père en tant qu'intendant et ordonnateur général des bâtiments du roi en 1735. Il a terminé la réalisation de la façade de l'église Saint-Roch de Paris.
Il est directeur de la manufacture des Gobelins.
En 1730, il a fait l'acquisition de la terre, baronnie et château de Réveillon (Marne) auprès de René Louis de Voyer de Paulmy d'Argenson, marquis d'Argenson, pour 302 400 livres.
Voyageant comme son père en Europe centrale, il a donné, avec Giovanni Niccolo Servandoni, des plans du château de Dobříš, construit entre 1745 et 1765.

## Famille
Il a été marié à Suzanne Delaunay, fille de Nicolas Delaunay, dont il a eu :
- Jules-François de Cotte (1721-1811), conseiller au parlement, conseiller du roi en ses conseils, président au parlement de la seconde chambre des requêtes du Palais, marié le 17 octobre 1741 avec Anne Claude Mouslier. Il vend en 1742, pour 62 000 livres, les offices de conseiller du roi en sa cour de parlement et de conseiller du roi commissaire aux requêtes du Palais.
  - Pierre Paul de Cotte (Paris, 1759-Riom, 1812), procureur général du roi au supérieur de Saint-Domingue, mariée le 2 janvier 1806 à Caroline de Conway (1775-1862)
    - Jules Charles Conway de Cotte (1807-1859), général de division[3].
- Marie-Suzanne de Cotte, mariée le 25 février 1729 à Charles-Étienne Le Peletier seigneur de Beaupré, intendant de la généralité de Châlons en 1739, conseiller d'État en 1749, président du Grand conseil entre 1753 et 1761[4],
  - Louise Suzanne Le Peletier de Beaupré (1737-1762), mariée à son cousin germain Michel Étienne Le Peletier de Saint-Fargeau (1736-1778),
    - Louis Michel Le Peletier de Saint-Fargeau (1760-1793).
- Marie-Marthe de Cotte, mariée le 4 février 1739 avec Pierre Paul Gilbert de Voisins (juillet 1715 - 15 mai 1754), conseiller ordinaire du roi en ses conseils, président du parlement, reçu avocat du roi au Châtelet en 1736, avocat général au parlement en janvier 1739, président à mortier sur démission de Germain-Louis Chauvelin, ancien Garde des Sceaux de France, en juin 1746, reçu le 15 juillet 1746[5].
  - Pierre Paul II Gilbert de Voisins (vers 1748-guillotiné le 15 novembre 1793),
    - Pierre Paul Alexandre Gilbert de Voisins (1773-1843).

## Généalogie simplifiée
|                                     |                                     |                                     |                                     |                                     |                                     |  |  |                                            |                                            |                                            |                                            |                                            |                                            |                                   |                                   |                                   |                                   | Jehan Mansart (maître maçon)    | Jehan Mansart (maître maçon)    | Jehan Mansart (maître maçon)    | Jehan Mansart (maître maçon)    | Jehan Mansart (maître maçon)  | Jehan Mansart (maître maçon)  |                                              |                                              |                                              |                                              |                                              |                                              | Jacques Le Roy (maître maçon) | Jacques Le Roy (maître maçon) | Jacques Le Roy (maître maçon)              | Jacques Le Roy (maître maçon)              | Jacques Le Roy (maître maçon)              | Jacques Le Roy (maître maçon)              |                                                   |                                                   |                                                   |                                                   |                                                                       |                                                                       |                                                                       |                                                                       |                                                                       |                                                                       |  |  |                 |                 |                 |                 |                                    |                                    |                                    |                                    |                                                |                                                |                                                |                                                |                                                |                                                |                               |                               |                                                 |                                                 |                                                 |                                                 |                                                 |                                                 |                       |                       |                       |                       |
|                                     |                                     |                                     |                                     |                                     |                                     |  |  |                                            |                                            |                                            |                                            |                                            |                                            |                                   |                                   |                                   |                                   | Jehan Mansart (maître maçon)    | Jehan Mansart (maître maçon)    | Jehan Mansart (maître maçon)    | Jehan Mansart (maître maçon)    | Jehan Mansart (maître maçon)  | Jehan Mansart (maître maçon)  |                                              |                                              |                                              |                                              |                                              |                                              | Jacques Le Roy (maître maçon) | Jacques Le Roy (maître maçon) | Jacques Le Roy (maître maçon)              | Jacques Le Roy (maître maçon)              | Jacques Le Roy (maître maçon)              | Jacques Le Roy (maître maçon)              |                                                   |                                                   |                                                   |                                                   |                                                                       |                                                                       |                                                                       |                                                                       |                                                                       |                                                                       |  |  |                 |                 |                 |                 |                                    |                                    |                                    |                                    |                                                |                                                |                                                |                                                |                                                |                                                |                               |                               |                                                 |                                                 |                                                 |                                                 |                                                 |                                                 |                       |                       |                       |                       |
|                                     |                                     |                                     |                                     |                                     |                                     |  |  |                                            |                                            |                                            |                                            |                                            |                                            |                                   |                                   |                                   |                                   | Absalon Mansart (charpentier)   | Absalon Mansart (charpentier)   | Absalon Mansart (charpentier)   | Absalon Mansart (charpentier)   | Absalon Mansart (charpentier) | Absalon Mansart (charpentier) |                                              |                                              |                                              |                                              |                                              |                                              | Michelle Le Roy               | Michelle Le Roy               | Michelle Le Roy                            | Michelle Le Roy                            | Michelle Le Roy                            | Michelle Le Roy                            |                                                   |                                                   |                                                   |                                                   |                                                                       |                                                                       |                                                                       |                                                                       |                                                                       |                                                                       |  |  |                 |                 |                 |                 |                                    |                                    |                                    |                                    |                                                |                                                |                                                |                                                |                                                |                                                |                               |                               |                                                 |                                                 |                                                 |                                                 |                                                 |                                                 |                       |                       |                       |                       |
|                                     |                                     |                                     |                                     |                                     |                                     |  |  |                                            |                                            |                                            |                                            |                                            |                                            |                                   |                                   |                                   |                                   | Absalon Mansart (charpentier)   | Absalon Mansart (charpentier)   | Absalon Mansart (charpentier)   | Absalon Mansart (charpentier)   | Absalon Mansart (charpentier) | Absalon Mansart (charpentier) |                                              |                                              |                                              |                                              |                                              |                                              | Michelle Le Roy               | Michelle Le Roy               | Michelle Le Roy                            | Michelle Le Roy                            | Michelle Le Roy                            | Michelle Le Roy                            |                                                   |                                                   |                                                   |                                                   |                                                                       |                                                                       |                                                                       |                                                                       |                                                                       |                                                                       |  |  |                 |                 |                 |                 |                                    |                                    |                                    |                                    |                                                |                                                |                                                |                                                |                                                |                                                |                               |                               |                                                 |                                                 |                                                 |                                                 |                                                 |                                                 |                       |                       |                       |                       |
|                                     |                                     |                                     |                                     |                                     |                                     |  |  |                                            |                                            |                                            |                                            |                                            |                                            |                                   |                                   |                                   |                                   |                                 |                                 |                                 |                                 |                               |                               |                                              |                                              |                                              |                                              |                                              |                                              |                               |                               |                                            |                                            |                                            |                                            |                                                   |                                                   |                                                   |                                                   |                                                                       |                                                                       |                                                                       |                                                                       |                                                                       |                                                                       |  |  |                 |                 |                 |                 |                                    |                                    |                                    |                                    |                                                |                                                |                                                |                                                |                                                |                                                |                               |                               |                                                 |                                                 |                                                 |                                                 |                                                 |                                                 |                       |                       |                       |                       |
|                                     |                                     |                                     |                                     |                                     |                                     |  |  |                                            |                                            |                                            |                                            |                                            |                                            |                                   |                                   |                                   |                                   |                                 |                                 |                                 |                                 |                               |                               |                                              |                                              |                                              |                                              |                                              |                                              |                               |                               |                                            |                                            |                                            |                                            |                                                   |                                                   |                                                   |                                                   |                                                                       |                                                                       |                                                                       |                                                                       |                                                                       |                                                                       |  |  |                 |                 |                 |                 |                                    |                                    |                                    |                                    |                                                |                                                |                                                |                                                |                                                |                                                |                               |                               |                                                 |                                                 |                                                 |                                                 |                                                 |                                                 |                       |                       |                       |                       |
|                                     |                                     |                                     |                                     |                                     |                                     |  |  | Germain Gaultier (sculpteur et architecte) | Germain Gaultier (sculpteur et architecte) | Germain Gaultier (sculpteur et architecte) | Germain Gaultier (sculpteur et architecte) | Germain Gaultier (sculpteur et architecte) | Germain Gaultier (sculpteur et architecte) |                                   |                                   |                                   |                                   |                                 |                                 | Marie Mansart                   | Marie Mansart                   | Marie Mansart                 | Marie Mansart                 | Marie Mansart                                | Marie Mansart                                |                                              |                                              | François Mansart (architecte)                | François Mansart (architecte)                | François Mansart (architecte) | François Mansart (architecte) | François Mansart (architecte)              | François Mansart (architecte)              |                                            |                                            |                                                   |                                                   |                                                   |                                                   |                                                                       |                                                                       |                                                                       |                                                                       |                                                                       |                                                                       |  |  |                 |                 |                 |                 |                                    |                                    |                                    |                                    | Frémin de Cotte (ingénieur, architecte du roi) | Frémin de Cotte (ingénieur, architecte du roi) | Frémin de Cotte (ingénieur, architecte du roi) | Frémin de Cotte (ingénieur, architecte du roi) | Frémin de Cotte (ingénieur, architecte du roi) | Frémin de Cotte (ingénieur, architecte du roi) |                               |                               |                                                 |                                                 |                                                 |                                                 |                                                 |                                                 |                       |                       |                       |                       |
|                                     |                                     |                                     |                                     |                                     |                                     |  |  | Germain Gaultier (sculpteur et architecte) | Germain Gaultier (sculpteur et architecte) | Germain Gaultier (sculpteur et architecte) | Germain Gaultier (sculpteur et architecte) | Germain Gaultier (sculpteur et architecte) | Germain Gaultier (sculpteur et architecte) |                                   |                                   |                                   |                                   |                                 |                                 | Marie Mansart                   | Marie Mansart                   | Marie Mansart                 | Marie Mansart                 | Marie Mansart                                | Marie Mansart                                |                                              |                                              | François Mansart (architecte)                | François Mansart (architecte)                | François Mansart (architecte) | François Mansart (architecte) | François Mansart (architecte)              | François Mansart (architecte)              |                                            |                                            |                                                   |                                                   |                                                   |                                                   |                                                                       |                                                                       |                                                                       |                                                                       |                                                                       |                                                                       |  |  |                 |                 |                 |                 |                                    |                                    |                                    |                                    | Frémin de Cotte (ingénieur, architecte du roi) | Frémin de Cotte (ingénieur, architecte du roi) | Frémin de Cotte (ingénieur, architecte du roi) | Frémin de Cotte (ingénieur, architecte du roi) | Frémin de Cotte (ingénieur, architecte du roi) | Frémin de Cotte (ingénieur, architecte du roi) |                               |                               |                                                 |                                                 |                                                 |                                                 |                                                 |                                                 |                       |                       |                       |                       |
|                                     |                                     |                                     |                                     |                                     |                                     |  |  |                                            |                                            |                                            |                                            |                                            |                                            |                                   |                                   |                                   |                                   |                                 |                                 |                                 |                                 |                               |                               |                                              |                                              |                                              |                                              |                                              |                                              |                               |                               |                                            |                                            |                                            |                                            |                                                   |                                                   |                                                   |                                                   |                                                                       |                                                                       |                                                                       |                                                                       |                                                                       |                                                                       |  |  |                 |                 |                 |                 |                                    |                                    |                                    |                                    |                                                |                                                |                                                |                                                |                                                |                                                |                               |                               |                                                 |                                                 |                                                 |                                                 |                                                 |                                                 |                       |                       |                       |                       |
|                                     |                                     |                                     |                                     |                                     |                                     |  |  |                                            |                                            |                                            |                                            |                                            |                                            |                                   |                                   |                                   |                                   |                                 |                                 |                                 |                                 |                               |                               |                                              |                                              |                                              |                                              |                                              |                                              |                               |                               |                                            |                                            |                                            |                                            |                                                   |                                                   |                                                   |                                                   |                                                                       |                                                                       |                                                                       |                                                                       |                                                                       |                                                                       |  |  |                 |                 |                 |                 |                                    |                                    |                                    |                                    |                                                |                                                |                                                |                                                |                                                |                                                |                               |                               |                                                 |                                                 |                                                 |                                                 |                                                 |                                                 |                       |                       |                       |                       |
|                                     |                                     |                                     |                                     |                                     |                                     |  |  |                                            |                                            |                                            |                                            |                                            |                                            |                                   |                                   |                                   |                                   |                                 |                                 |                                 |                                 |                               |                               |                                              |                                              |                                              |                                              |                                              |                                              |                               |                               |                                            |                                            |                                            |                                            |                                                   |                                                   |                                                   |                                                   |                                                                       |                                                                       |                                                                       |                                                                       |                                                                       |                                                                       |  |  |                 |                 |                 |                 |                                    |                                    |                                    |                                    |                                                |                                                |                                                |                                                |                                                |                                                |                               |                               |                                                 |                                                 |                                                 |                                                 |                                                 |                                                 |                       |                       |                       |                       |
| Edme Delisle (peintre)              | Edme Delisle (peintre)              | Edme Delisle (peintre)              | Edme Delisle (peintre)              | Edme Delisle (peintre)              | Edme Delisle (peintre)              |  |  | Michelle Gaultier                          | Michelle Gaultier                          | Michelle Gaultier                          | Michelle Gaultier                          | Michelle Gaultier                          | Michelle Gaultier                          |                                   |                                   |                                   |                                   |                                 |                                 | Marie Gaultier                  | Marie Gaultier                  | Marie Gaultier                | Marie Gaultier                | Marie Gaultier                               | Marie Gaultier                               |                                              |                                              |                                              |                                              |                               |                               | Raphaël Hardouin (peintre)                 | Raphaël Hardouin (peintre)                 | Raphaël Hardouin (peintre)                 | Raphaël Hardouin (peintre)                 | Raphaël Hardouin (peintre)                        | Raphaël Hardouin (peintre)                        |                                                   |                                                   | Nicolas Bodin (Conseiller du roi, Trésorier de la Prévôté de l'Hôtel) | Nicolas Bodin (Conseiller du roi, Trésorier de la Prévôté de l'Hôtel) | Nicolas Bodin (Conseiller du roi, Trésorier de la Prévôté de l'Hôtel) | Nicolas Bodin (Conseiller du roi, Trésorier de la Prévôté de l'Hôtel) | Nicolas Bodin (Conseiller du roi, Trésorier de la Prévôté de l'Hôtel) | Nicolas Bodin (Conseiller du roi, Trésorier de la Prévôté de l'Hôtel) |  |  | Madeleine Adam  | Madeleine Adam  | Madeleine Adam  | Madeleine Adam  | Madeleine Adam                     | Madeleine Adam                     |                                    |                                    | Charles de Cotte                               | Charles de Cotte                               | Charles de Cotte                               | Charles de Cotte                               | Charles de Cotte                               | Charles de Cotte                               |                               |                               | Anne Du Fay                                     | Anne Du Fay                                     | Anne Du Fay                                     | Anne Du Fay                                     | Anne Du Fay                                     | Anne Du Fay                                     |                       |                       |                       |                       |
| Edme Delisle (peintre)              | Edme Delisle (peintre)              | Edme Delisle (peintre)              | Edme Delisle (peintre)              | Edme Delisle (peintre)              | Edme Delisle (peintre)              |  |  | Michelle Gaultier                          | Michelle Gaultier                          | Michelle Gaultier                          | Michelle Gaultier                          | Michelle Gaultier                          | Michelle Gaultier                          |                                   |                                   |                                   |                                   |                                 |                                 | Marie Gaultier                  | Marie Gaultier                  | Marie Gaultier                | Marie Gaultier                | Marie Gaultier                               | Marie Gaultier                               |                                              |                                              |                                              |                                              |                               |                               | Raphaël Hardouin (peintre)                 | Raphaël Hardouin (peintre)                 | Raphaël Hardouin (peintre)                 | Raphaël Hardouin (peintre)                 | Raphaël Hardouin (peintre)                        | Raphaël Hardouin (peintre)                        |                                                   |                                                   | Nicolas Bodin (Conseiller du roi, Trésorier de la Prévôté de l'Hôtel) | Nicolas Bodin (Conseiller du roi, Trésorier de la Prévôté de l'Hôtel) | Nicolas Bodin (Conseiller du roi, Trésorier de la Prévôté de l'Hôtel) | Nicolas Bodin (Conseiller du roi, Trésorier de la Prévôté de l'Hôtel) | Nicolas Bodin (Conseiller du roi, Trésorier de la Prévôté de l'Hôtel) | Nicolas Bodin (Conseiller du roi, Trésorier de la Prévôté de l'Hôtel) |  |  | Madeleine Adam  | Madeleine Adam  | Madeleine Adam  | Madeleine Adam  | Madeleine Adam                     | Madeleine Adam                     |                                    |                                    | Charles de Cotte                               | Charles de Cotte                               | Charles de Cotte                               | Charles de Cotte                               | Charles de Cotte                               | Charles de Cotte                               |                               |                               | Anne Du Fay                                     | Anne Du Fay                                     | Anne Du Fay                                     | Anne Du Fay                                     | Anne Du Fay                                     | Anne Du Fay                                     |                       |                       |                       |                       |
|                                     |                                     |                                     |                                     |                                     |                                     |  |  |                                            |                                            |                                            |                                            |                                            |                                            |                                   |                                   |                                   |                                   |                                 |                                 |                                 |                                 |                               |                               |                                              |                                              |                                              |                                              |                                              |                                              |                               |                               |                                            |                                            |                                            |                                            |                                                   |                                                   |                                                   |                                                   |                                                                       |                                                                       |                                                                       |                                                                       |                                                                       |                                                                       |  |  |                 |                 |                 |                 |                                    |                                    |                                    |                                    |                                                |                                                |                                                |                                                |                                                |                                                |                               |                               |                                                 |                                                 |                                                 |                                                 |                                                 |                                                 |                       |                       |                       |                       |
|                                     |                                     |                                     |                                     |                                     |                                     |  |  |                                            |                                            |                                            |                                            |                                            |                                            |                                   |                                   |                                   |                                   |                                 |                                 |                                 |                                 |                               |                               |                                              |                                              |                                              |                                              |                                              |                                              |                               |                               |                                            |                                            |                                            |                                            |                                                   |                                                   |                                                   |                                                   |                                                                       |                                                                       |                                                                       |                                                                       |                                                                       |                                                                       |  |  |                 |                 |                 |                 |                                    |                                    |                                    |                                    |                                                |                                                |                                                |                                                |                                                |                                                |                               |                               |                                                 |                                                 |                                                 |                                                 |                                                 |                                                 |                       |                       |                       |                       |
|                                     |                                     |                                     |                                     |                                     |                                     |  |  |                                            |                                            |                                            |                                            |                                            |                                            |                                   |                                   |                                   |                                   |                                 |                                 |                                 |                                 |                               |                               |                                              |                                              |                                              |                                              |                                              |                                              |                               |                               |                                            |                                            |                                            |                                            |                                                   |                                                   |                                                   |                                                   |                                                                       |                                                                       |                                                                       |                                                                       |                                                                       |                                                                       |  |  |                 |                 |                 |                 |                                    |                                    |                                    |                                    |                                                |                                                |                                                |                                                |                                                |                                                |                               |                               |                                                 |                                                 |                                                 |                                                 |                                                 |                                                 |                       |                       |                       |                       |
| Pierre Delisle-Mansart (architecte) | Pierre Delisle-Mansart (architecte) | Pierre Delisle-Mansart (architecte) | Pierre Delisle-Mansart (architecte) | Pierre Delisle-Mansart (architecte) | Pierre Delisle-Mansart (architecte) |  |  | Marie Delisle                              | Marie Delisle                              | Marie Delisle                              | Marie Delisle                              | Marie Delisle                              | Marie Delisle                              |                                   |                                   | Jacques IV Gabriel (architecte)   | Jacques IV Gabriel (architecte)   | Jacques IV Gabriel (architecte) | Jacques IV Gabriel (architecte) | Jacques IV Gabriel (architecte) | Jacques IV Gabriel (architecte) |                               |                               | Michel Hardouin (architecte)                 | Michel Hardouin (architecte)                 | Michel Hardouin (architecte)                 | Michel Hardouin (architecte)                 | Michel Hardouin (architecte)                 | Michel Hardouin (architecte)                 |                               |                               | Jules Hardouin-Mansart (architecte)        | Jules Hardouin-Mansart (architecte)        | Jules Hardouin-Mansart (architecte)        | Jules Hardouin-Mansart (architecte)        | Jules Hardouin-Mansart (architecte)               | Jules Hardouin-Mansart (architecte)               |                                                   |                                                   | Anne Bodin                                                            | Anne Bodin                                                            | Anne Bodin                                                            | Anne Bodin                                                            | Anne Bodin                                                            | Anne Bodin                                                            |  |  | Catherine Bodin | Catherine Bodin | Catherine Bodin | Catherine Bodin | Catherine Bodin                    | Catherine Bodin                    |                                    |                                    | Robert de Cotte (architecte)                   | Robert de Cotte (architecte)                   | Robert de Cotte (architecte)                   | Robert de Cotte (architecte)                   | Robert de Cotte (architecte)                   | Robert de Cotte (architecte)                   |                               |                               | Louis de Cotte (architecte)                     | Louis de Cotte (architecte)                     | Louis de Cotte (architecte)                     | Louis de Cotte (architecte)                     | Louis de Cotte (architecte)                     | Louis de Cotte (architecte)                     |                       |                       |                       |                       |
| Pierre Delisle-Mansart (architecte) | Pierre Delisle-Mansart (architecte) | Pierre Delisle-Mansart (architecte) | Pierre Delisle-Mansart (architecte) | Pierre Delisle-Mansart (architecte) | Pierre Delisle-Mansart (architecte) |  |  | Marie Delisle                              | Marie Delisle                              | Marie Delisle                              | Marie Delisle                              | Marie Delisle                              | Marie Delisle                              |                                   |                                   | Jacques IV Gabriel (architecte)   | Jacques IV Gabriel (architecte)   | Jacques IV Gabriel (architecte) | Jacques IV Gabriel (architecte) | Jacques IV Gabriel (architecte) | Jacques IV Gabriel (architecte) |                               |                               | Michel Hardouin (architecte)                 | Michel Hardouin (architecte)                 | Michel Hardouin (architecte)                 | Michel Hardouin (architecte)                 | Michel Hardouin (architecte)                 | Michel Hardouin (architecte)                 |                               |                               | Jules Hardouin-Mansart (architecte)        | Jules Hardouin-Mansart (architecte)        | Jules Hardouin-Mansart (architecte)        | Jules Hardouin-Mansart (architecte)        | Jules Hardouin-Mansart (architecte)               | Jules Hardouin-Mansart (architecte)               |                                                   |                                                   | Anne Bodin                                                            | Anne Bodin                                                            | Anne Bodin                                                            | Anne Bodin                                                            | Anne Bodin                                                            | Anne Bodin                                                            |  |  | Catherine Bodin | Catherine Bodin | Catherine Bodin | Catherine Bodin | Catherine Bodin                    | Catherine Bodin                    |                                    |                                    | Robert de Cotte (architecte)                   | Robert de Cotte (architecte)                   | Robert de Cotte (architecte)                   | Robert de Cotte (architecte)                   | Robert de Cotte (architecte)                   | Robert de Cotte (architecte)                   |                               |                               | Louis de Cotte (architecte)                     | Louis de Cotte (architecte)                     | Louis de Cotte (architecte)                     | Louis de Cotte (architecte)                     | Louis de Cotte (architecte)                     | Louis de Cotte (architecte)                     |                       |                       |                       |                       |
|                                     |                                     |                                     |                                     |                                     |                                     |  |  |                                            |                                            |                                            |                                            |                                            |                                            |                                   |                                   |                                   |                                   |                                 |                                 |                                 |                                 |                               |                               |                                              |                                              |                                              |                                              |                                              |                                              |                               |                               |                                            |                                            |                                            |                                            |                                                   |                                                   |                                                   |                                                   |                                                                       |                                                                       |                                                                       |                                                                       |                                                                       |                                                                       |  |  |                 |                 |                 |                 |                                    |                                    |                                    |                                    |                                                |                                                |                                                |                                                |                                                |                                                |                               |                               |                                                 |                                                 |                                                 |                                                 |                                                 |                                                 |                       |                       |                       |                       |
|                                     |                                     |                                     |                                     |                                     |                                     |  |  |                                            |                                            |                                            |                                            |                                            |                                            |                                   |                                   |                                   |                                   |                                 |                                 |                                 |                                 |                               |                               |                                              |                                              |                                              |                                              |                                              |                                              |                               |                               |                                            |                                            |                                            |                                            |                                                   |                                                   |                                                   |                                                   |                                                                       |                                                                       |                                                                       |                                                                       |                                                                       |                                                                       |  |  |                 |                 |                 |                 |                                    |                                    |                                    |                                    |                                                |                                                |                                                |                                                |                                                |                                                |                               |                               |                                                 |                                                 |                                                 |                                                 |                                                 |                                                 |                       |                       |                       |                       |
|                                     |                                     |                                     |                                     |                                     |                                     |  |  |                                            |                                            |                                            |                                            | Jacques V Gabriel (architecte)             | Jacques V Gabriel (architecte)             | Jacques V Gabriel (architecte)    | Jacques V Gabriel (architecte)    | Jacques V Gabriel (architecte)    | Jacques V Gabriel (architecte)    |                                 |                                 |                                 |                                 |                               |                               | Jules Michel Alexandre Hardouin (architecte) | Jules Michel Alexandre Hardouin (architecte) | Jules Michel Alexandre Hardouin (architecte) | Jules Michel Alexandre Hardouin (architecte) | Jules Michel Alexandre Hardouin (architecte) | Jules Michel Alexandre Hardouin (architecte) |                               |                               |                                            |                                            |                                            |                                            | Jacques Hardouin-Mansart (Président au Parlement) | Jacques Hardouin-Mansart (Président au Parlement) | Jacques Hardouin-Mansart (Président au Parlement) | Jacques Hardouin-Mansart (Président au Parlement) | Jacques Hardouin-Mansart (Président au Parlement)                     | Jacques Hardouin-Mansart (Président au Parlement)                     |                                                                       |                                                                       |                                                                       |                                                                       |  |  |                 |                 |                 |                 | Jules-Robert de Cotte (architecte) | Jules-Robert de Cotte (architecte) | Jules-Robert de Cotte (architecte) | Jules-Robert de Cotte (architecte) | Jules-Robert de Cotte (architecte)             | Jules-Robert de Cotte (architecte)             |                                                |                                                | Marie-Anne Catherine de Cotte                  | Marie-Anne Catherine de Cotte                  | Marie-Anne Catherine de Cotte | Marie-Anne Catherine de Cotte | Marie-Anne Catherine de Cotte                   | Marie-Anne Catherine de Cotte                   |                                                 |                                                 | Charles Louis Thourou                           | Charles Louis Thourou                           | Charles Louis Thourou | Charles Louis Thourou | Charles Louis Thourou | Charles Louis Thourou |
|                                     |                                     |                                     |                                     |                                     |                                     |  |  |                                            |                                            |                                            |                                            | Jacques V Gabriel (architecte)             | Jacques V Gabriel (architecte)             | Jacques V Gabriel (architecte)    | Jacques V Gabriel (architecte)    | Jacques V Gabriel (architecte)    | Jacques V Gabriel (architecte)    |                                 |                                 |                                 |                                 |                               |                               | Jules Michel Alexandre Hardouin (architecte) | Jules Michel Alexandre Hardouin (architecte) | Jules Michel Alexandre Hardouin (architecte) | Jules Michel Alexandre Hardouin (architecte) | Jules Michel Alexandre Hardouin (architecte) | Jules Michel Alexandre Hardouin (architecte) |                               |                               |                                            |                                            |                                            |                                            | Jacques Hardouin-Mansart (Président au Parlement) | Jacques Hardouin-Mansart (Président au Parlement) | Jacques Hardouin-Mansart (Président au Parlement) | Jacques Hardouin-Mansart (Président au Parlement) | Jacques Hardouin-Mansart (Président au Parlement)                     | Jacques Hardouin-Mansart (Président au Parlement)                     |                                                                       |                                                                       |                                                                       |                                                                       |  |  |                 |                 |                 |                 | Jules-Robert de Cotte (architecte) | Jules-Robert de Cotte (architecte) | Jules-Robert de Cotte (architecte) | Jules-Robert de Cotte (architecte) | Jules-Robert de Cotte (architecte)             | Jules-Robert de Cotte (architecte)             |                                                |                                                | Marie-Anne Catherine de Cotte                  | Marie-Anne Catherine de Cotte                  | Marie-Anne Catherine de Cotte | Marie-Anne Catherine de Cotte | Marie-Anne Catherine de Cotte                   | Marie-Anne Catherine de Cotte                   |                                                 |                                                 | Charles Louis Thourou                           | Charles Louis Thourou                           | Charles Louis Thourou | Charles Louis Thourou | Charles Louis Thourou | Charles Louis Thourou |
|                                     |                                     |                                     |                                     |                                     |                                     |  |  |                                            |                                            |                                            |                                            |                                            |                                            |                                   |                                   |                                   |                                   |                                 |                                 |                                 |                                 |                               |                               |                                              |                                              |                                              |                                              |                                              |                                              |                               |                               |                                            |                                            |                                            |                                            |                                                   |                                                   |                                                   |                                                   |                                                                       |                                                                       |                                                                       |                                                                       |                                                                       |                                                                       |  |  |                 |                 |                 |                 |                                    |                                    |                                    |                                    |                                                |                                                |                                                |                                                |                                                |                                                |                               |                               |                                                 |                                                 |                                                 |                                                 |                                                 |                                                 |                       |                       |                       |                       |
|                                     |                                     |                                     |                                     |                                     |                                     |  |  |                                            |                                            |                                            |                                            |                                            |                                            |                                   |                                   |                                   |                                   |                                 |                                 |                                 |                                 |                               |                               |                                              |                                              |                                              |                                              |                                              |                                              |                               |                               |                                            |                                            |                                            |                                            |                                                   |                                                   |                                                   |                                                   |                                                                       |                                                                       |                                                                       |                                                                       |                                                                       |                                                                       |  |  |                 |                 |                 |                 |                                    |                                    |                                    |                                    |                                                |                                                |                                                |                                                |                                                |                                                |                               |                               |                                                 |                                                 |                                                 |                                                 |                                                 |                                                 |                       |                       |                       |                       |
|                                     |                                     |                                     |                                     |                                     |                                     |  |  |                                            |                                            |                                            |                                            | Ange-Jacques Gabriel (architecte)          | Ange-Jacques Gabriel (architecte)          | Ange-Jacques Gabriel (architecte) | Ange-Jacques Gabriel (architecte) | Ange-Jacques Gabriel (architecte) | Ange-Jacques Gabriel (architecte) |                                 |                                 |                                 |                                 |                               |                               |                                              |                                              |                                              |                                              |                                              |                                              |                               |                               | Jean Hardouin-Mansart de Jouy (architecte) | Jean Hardouin-Mansart de Jouy (architecte) | Jean Hardouin-Mansart de Jouy (architecte) | Jean Hardouin-Mansart de Jouy (architecte) | Jean Hardouin-Mansart de Jouy (architecte)        | Jean Hardouin-Mansart de Jouy (architecte)        |                                                   |                                                   | Jacques Hardouin-Mansart de Sagonne (architecte)                      | Jacques Hardouin-Mansart de Sagonne (architecte)                      | Jacques Hardouin-Mansart de Sagonne (architecte)                      | Jacques Hardouin-Mansart de Sagonne (architecte)                      | Jacques Hardouin-Mansart de Sagonne (architecte)                      | Jacques Hardouin-Mansart de Sagonne (architecte)                      |  |  |                 |                 |                 |                 |                                    |                                    |                                    |                                    |                                                |                                                |                                                |                                                |                                                |                                                |                               |                               | Louis-François Thourou de Moranzel (architecte) | Louis-François Thourou de Moranzel (architecte) | Louis-François Thourou de Moranzel (architecte) | Louis-François Thourou de Moranzel (architecte) | Louis-François Thourou de Moranzel (architecte) | Louis-François Thourou de Moranzel (architecte) |                       |                       |                       |                       |
|                                     |                                     |                                     |                                     |                                     |                                     |  |  |                                            |                                            |                                            |                                            | Ange-Jacques Gabriel (architecte)          | Ange-Jacques Gabriel (architecte)          | Ange-Jacques Gabriel (architecte) | Ange-Jacques Gabriel (architecte) | Ange-Jacques Gabriel (architecte) | Ange-Jacques Gabriel (architecte) |                                 |                                 |                                 |                                 |                               |                               |                                              |                                              |                                              |                                              |                                              |                                              |                               |                               | Jean Hardouin-Mansart de Jouy (architecte) | Jean Hardouin-Mansart de Jouy (architecte) | Jean Hardouin-Mansart de Jouy (architecte) | Jean Hardouin-Mansart de Jouy (architecte) | Jean Hardouin-Mansart de Jouy (architecte)        | Jean Hardouin-Mansart de Jouy (architecte)        |                                                   |                                                   | Jacques Hardouin-Mansart de Sagonne (architecte)                      | Jacques Hardouin-Mansart de Sagonne (architecte)                      | Jacques Hardouin-Mansart de Sagonne (architecte)                      | Jacques Hardouin-Mansart de Sagonne (architecte)                      | Jacques Hardouin-Mansart de Sagonne (architecte)                      | Jacques Hardouin-Mansart de Sagonne (architecte)                      |  |  |                 |                 |                 |                 |                                    |                                    |                                    |                                    |                                                |                                                |                                                |                                                |                                                |                                                |                               |                               | Louis-François Thourou de Moranzel (architecte) | Louis-François Thourou de Moranzel (architecte) | Louis-François Thourou de Moranzel (architecte) | Louis-François Thourou de Moranzel (architecte) | Louis-François Thourou de Moranzel (architecte) | Louis-François Thourou de Moranzel (architecte) |                       |                       |                       |                       |
|                                     |                                     |                                     |                                     |                                     |                                     |  |  |                                            |                                            |                                            |                                            | Ange-Antoine Gabriel (architecte)          |                                            |                                   |                                   |                                   |                                   |                                 |                                 |                                 |                                 |                               |                               |                                              |                                              |                                              |                                              |                                              |                                              |                               |                               |                                            |                                            |                                            |                                            |                                                   |                                                   |                                                   |                                                   |                                                                       |                                                                       |                                                                       |                                                                       |                                                                       |                                                                       |  |  |                 |                 |                 |                 |                                    |                                    |                                    |                                    |                                                |                                                |                                                |                                                |                                                |                                                |                               |                               |                                                 |                                                 |                                                 |                                                 |                                                 |                                                 |                       |                       |                       |                       |